# Марекос, Элвис
Элвис Израэль Марекос (родился 15 февраля 1980 года в Ита) — футболист, защитник из Парагвая. Он известен по выступлениям за «Гуарани» и «12 октября», «Боливар» из Боливии и «Кобрелоа» из Чили. Он был членом молодёжной национальной сборной в 1999 году на Чемпионате мира в Нигерии.

## Биография
Один из самых важных голов в чемпионате Парагвая Марекос забил за «12 октября» в ворота «Триниденсе», именно его гол помог вырвать победу со счётом 2:1 в последнем туре, что уберегло команду от прямого понижения в классе и дало возможность участвовать в стыковых матчах против клуба «Хенераль Диас» из города Луке. Первый матч выиграли соперники (2:1) на стадионе «Олимпии». Во втором матче была добыта победа 4:2 и клуб обеспечил себе пребывание в Высшем дивизионе на следующий год.
На молодёжном чемпионате мира Марекос вместе со сборной попал в одну группу с Коста-Рикой, Германией и хозяйкой турнира, Нигерией. Дебют был просто ужасен: проигрыш со счётом 4:0 в матче с немцами. Однако Парагвай выиграл оставшиеся два матча против Коста-Рики и Нигерии со счётом 3:1 и 2:1 соответственно. Таким образом, Парагвай занял первое место в группе с шестью очками. Марекос сыграл во всех матчах группы с первых минут, лишь против Коста-Рики вышел на замену на 79-й минуте. В 1/8 финала Парагвай встретился с Уругваем. Эрнесто Чевантон и Диего Форлан забили по голу каждый, и Уругвай в начале второго тайма уже вёл 2:0, однако на 62-й минуте Роке Санта Крус реализовал пенальти, подарив своей команде шанс на успех, и за четыре минуты до свистка он же сравнял счёт. Дело дошло до серии пенальти. Марекос хоть и провёл весь матч на поле, но в серии одиннадцатиметровых участия не принимал. Уругвай выиграл со счётом 10:9.